# Kafr Ruma
Kafr Ruma (arab. كفر ومة) – wieś w Syrii, w muhafazie Idlib. W 2004 roku liczyła 12 276 mieszkańców.